# Philander andersoni
A cuíca-de-quatro-olhos-de-Anderson (vernáculo artificial derivado das línguas espanhola e inglesa) (Philander andersoni) é uma espécie de marsupial da família Didelphidae, classificada entre as cuícas. Pode ser encontrada no Brasil, Peru, Equador, Colômbia e Venezuela.